# Marek Cieślak (żużlowiec)

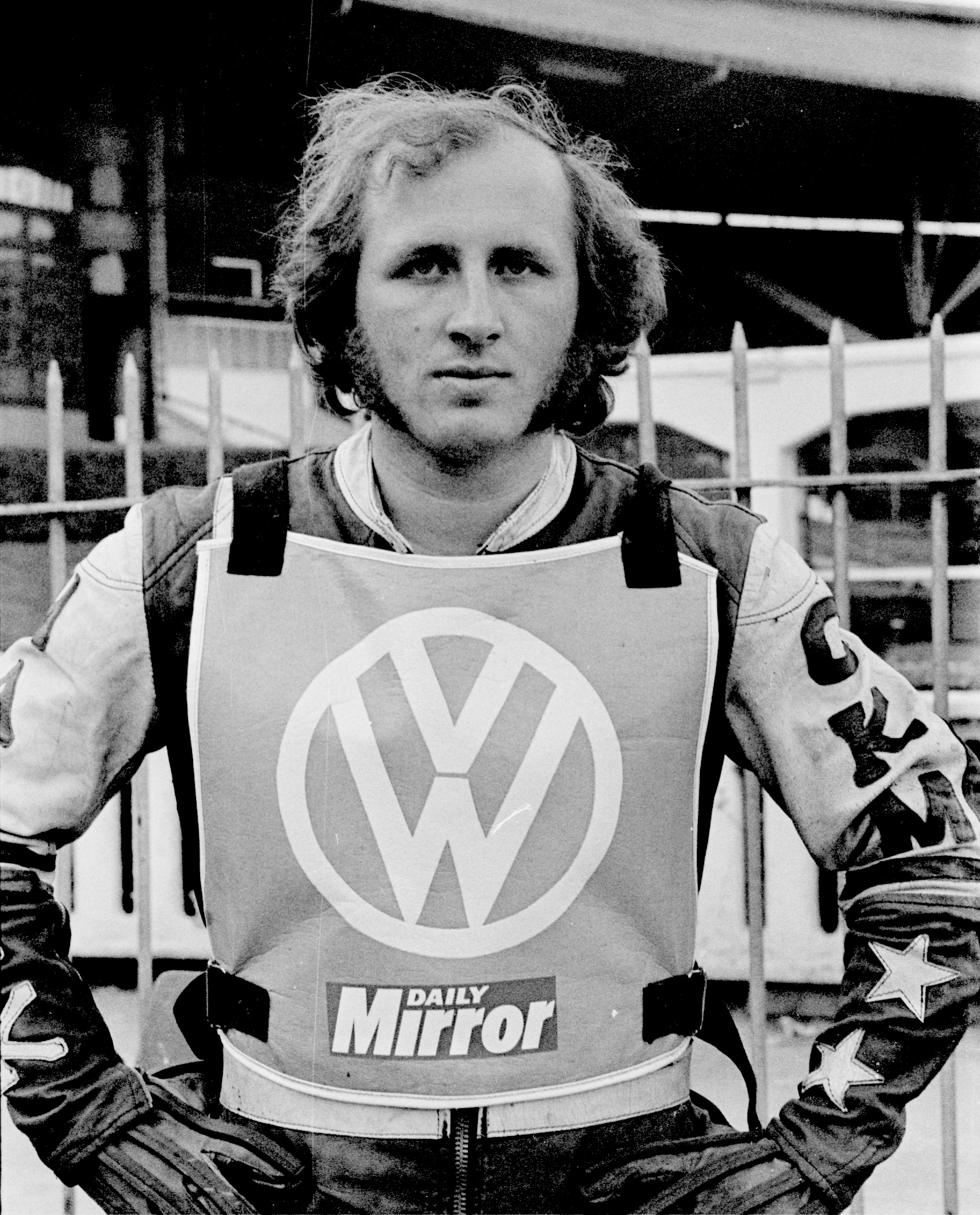
Marek Cieślak (lata 70.)

Marek Kazimierz Cieślak (ur. 28 czerwca 1950 w Milanówku) – polski żużlowiec i trener sportu żużlowego.
Dwukrotnie odznaczony Orderem Odrodzenia Polski.
Trzykrotny uczestnik finałów IMŚ (1975 – XV miejsce, 1976 – XIII miejsce, 1978 – XII miejsce). Sześć razy został powołany do reprezentacji polskiej na DMŚ, czterokrotny medalista – dwukrotnie srebrny (1976, 1977) oraz dwukrotnie brązowy (1972, 1978). Cztery razy był w finałach IMP, w 1975 r. zdobył wicemistrzostwo Polski w Częstochowie, gdzie wygrał w biegu dodatkowym o srebro z Pawłem Waloszkiem. Dwa razy awansował do finałów MIMP w 1968 roku w Lesznie i 1969 roku w Lublinie. Dwa razy był w finałach MPPK. Cztery razy był w finałach Złoty Kask – wygrał Złoty Kask w roku 1976. Dwukrotny finalista Srebrnego Kasku. Trzykrotny medalista DMP – złoty (1974) oraz dwukrotnie srebrny (1975, 1976). Drużynowy mistrz Anglii z zespołem White City Rebels (1977).
Przez całą czynną karierę (1968–1986) reprezentował barwy Włókniarza Częstochowa. Przez dwa sezony (1977, 1978) startował w lidze brytyjskiej, w barwach klubu White City Rebels.
W swoim zawodniczym i trenerskim dorobku posiada m.in. 18 medali drużynowych oraz 16 medali drużynowych mistrzostw Polski (stan na dzień 27 września 2014).

## Jako zawodnik

### Osiągnięcia zawodnicze
Indywidualne Mistrzostwa Świata
- 1975:  Wembley – 15. miejsce – 1 pkt → wyniki
- 1976:  Chorzów – 13. miejsce – 4 pkt → wyniki
- 1978:  Wembley – 13. miejsce – 5 pkt → wyniki

Drużynowe Mistrzostwa Świata
- 1972:  Olching – 3. miejsce – 0 pkt → wyniki
- 1975:  Norden – 4. miejsce – 4 pkt → wyniki
- 1976:  Londyn – 2. miejsce – 7 pkt → wyniki
- 1977:  Wrocław – 2. miejsce – 2 pkt → wyniki
- 1978:  Landshut – 3. miejsce – 5 pkt → wyniki
- 1979:  Londyn – 4. miejsce – 1 pkt → wyniki

Indywidualne Mistrzostwa Polski
- 1970: Gorzów Wielkopolski – 16. miejsce – 1 pkt → wyniki
- 1971: Rybnik – 14. miejsce – 4 pkt → wyniki
- 1972: Bydgoszcz – 6. miejsce – 9 pkt → wyniki
- 1975: Częstochowa – 2. miejsce – 13+3 pkt → wyniki
- 1976: Gorzów Wielkopolski – 8. miejsce – 6 pkt → wyniki

Młodzieżowe Indywidualne Mistrzostwa Polski
- 1968: Leszno – 4. miejsce – 10+2 pkt → wyniki
- 1969: Lublin – 5. miejsce – 11 pkt → wyniki

Mistrzostwach Polski Par Klubowych
- 1976: Gdańsk – 3. miejsce – 15 pkt → wyniki
- 1978: Chorzów – 4. miejsce – 14 pkt → wyniki

Drużynowe Mistrzostwa Polski
- 1974: 1. miejsce → wyniki
- 1975: 2. miejsce → wyniki

Złoty Kask
- 1972: 8 rund – 3. miejsce – 72 pkt → wyniki
- 1973: 8 rund – 7. miejsce – 53 pkt → wyniki
- 1975: 8 rund – 5. miejsce – 59 pkt → wyniki
- 1976: 4 rundy – 1. miejsce – 54 pkt → wyniki

Srebrny Kask
- 1969: 5 rund – 2. miejsce – 40 pkt → wyniki
- 1970: 6 rund – 5. miejsce – 42 pkt → wyniki

### Inne ważniejsze turnieje
Memoriał Alfreda Smoczyka w Lesznie
- 1971: 5. miejsce – 11 pkt → wyniki
- 1972: 2. miejsce – 12+3 pkt → wyniki

Memoriał im. Bronisława Idzikowskiego i Marka Czernego w Częstochowie
- 1975: 1. miejsce – 15 pkt → wyniki
- 1976: 1. miejsce → wyniki
- 1977: 2. miejsce → wyniki
- 1978: 1. miejsce – 14+3 pkt → wyniki
- 1985: 1. miejsce – 14 pkt → wyniki

## Jako trener

### Kluby
- Włókniarz Częstochowa (1993–1997)
- Van Pur Rzeszów (1998–1999)
- Polonia Piła (2000)
- Atlas Wrocław (2001–2010)
- Falubaz Zielona Góra (2011)
- Grupa Azoty Unia Tarnów (2012–2014)
- ŻKS Ostrovia Ostrów Wielkopolski (2015)
- Falubaz Zielona Góra (2016–2017)
- Włókniarz Częstochowa (2018–2020)
- ROW Rybnik (2020–2021[4])
- Unia Tarnów (2022)
- H. Skrzydlewska Orzeł Łódź (2023)

### Osiągnięcia trenerskie
Drużynowe Mistrzostwa Polski
- 1994: 6. miejsce
- 1995: 8. miejsce
- 1996: 1. miejsce – mistrzostwo

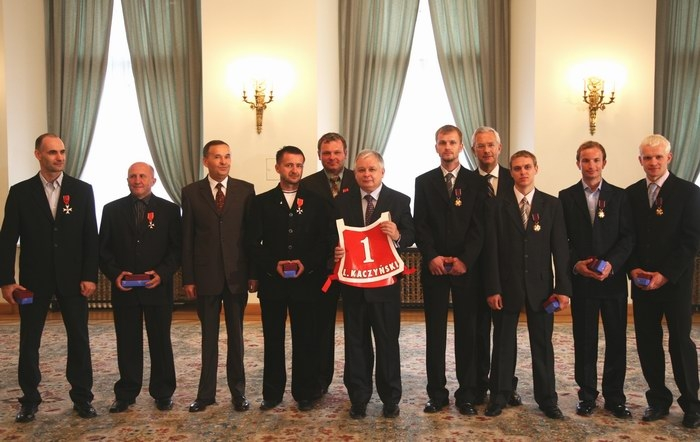
Polscy żużlowcy i trenerzy – zdobywcy Drużynowego Pucharu Świata na żużlu za 2007 r. uhonorowani odznaczeniami państwowymi za zasługi dla rozwoju sportu żużlowego w Polsce z prezydentem RP – Lechem Kaczyńskim (Pałac Prezydencki, 2007).

- 1997: 9. miejsce – spadek do drugiej ligi
- 1998: 3. miejsce
- 1999: 9. miejsce – spadek do nowej pierwszej ligi
- 2000: 2. miejsce
- 2001: 2. miejsce
- 2002: 3. miejsce
- 2003: 4. miejsce
- 2004: 2. miejsce
- 2005: 6. miejsce
- 2006: 1. miejsce – mistrzostwo
- 2007: 3. miejsce
- 2008: 5. miejsce
- 2009: 7. miejsce
- 2010: 4. miejsce
- 2011: 1. miejsce – mistrzostwo
- 2012: 1. miejsce – mistrzostwo
- 2013: 3. miejsce
- 2014 -  3. miejsce
- 2016 -  3. miejsce
- 2017 - 4. miejsce

Drużynowy Puchar Świata
- 2001: 2. miejsce
- 2002: 4. miejsce
- 2003: 4. miejsce
- 2007: 1. miejsce – mistrzostwo
- 2008: 2. miejsce
- 2009: 1. miejsce – mistrzostwo
- 2010: 1. miejsce – mistrzostwo
- 2011: 1. miejsce – mistrzostwo
- 2013: 1. miejsce – mistrzostwo

## Odznaczenia
- Krzyż Oficerski Orderu Odrodzenia Polski za wybitne zasługi dla rozwoju sportu żużlowego w Polsce, za osiągnięcia w pracy szkoleniowej i trenerskiej (2010)[5]
- Krzyż Kawalerski Orderu Odrodzenia Polski za wybitne zasługi dla rozwoju polskiego sportu żużlowego, za osiągnięcia w pracy szkoleniowej (2007)[6]